# 1974 (szám)
Az 1974 (római számmal: MCMLXXIV) az 1973 és 1975 között található természetes szám.

## A matematikában
A tízes számrendszerbeli 1974-es a kettes számrendszerben 11110110110, a nyolcas számrendszerben 3666, a tizenhatos számrendszerben 7B6 alakban írható fel.
Az 1974 páros szám, összetett szám. Kanonikus alakja 21 · 31 · 71 · 471, normálalakban az 1,974 · 103 szorzattal írható fel. Tizenhat osztója van a természetes számok halmazán, ezek növekvő sorrendben: 1, 2, 3, 6, 7, 14, 21, 42, 47, 94, 141, 282, 329, 658, 987 és 1974.
Az 1974 egyetlen szám valódiosztóösszeg-függvényeként áll elő, ez az 1973².